# Хроматограма

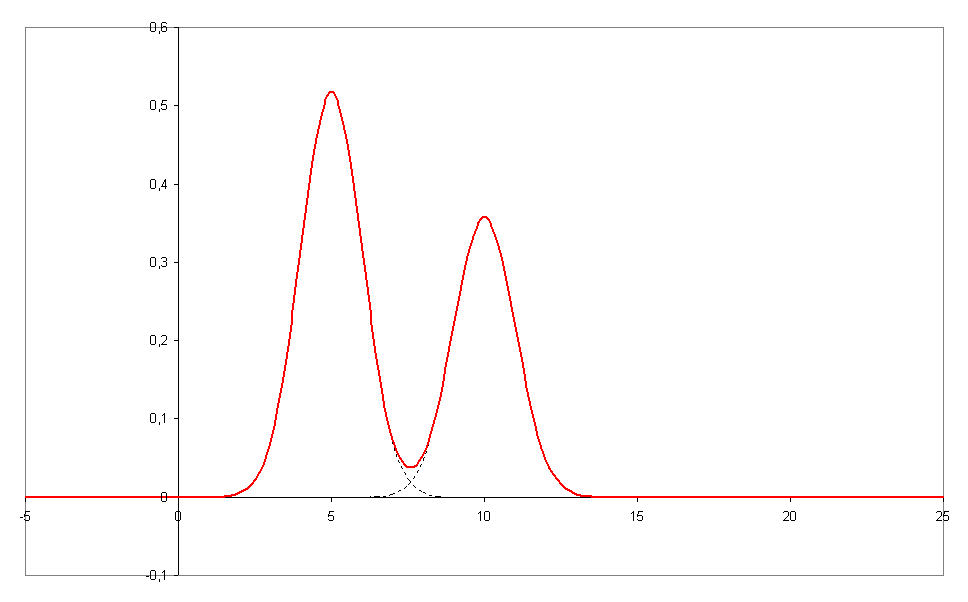
Хроматограма

Хроматогра́ма (англ. chromatogram, рос. хроматограмма) — у тонкошаровій чи паперовій хроматографіях — картина розподілу хроматографічних зон компонентів суміші на адсорбенті після проявлення. В інших видах хроматографії — діаграма (лінія), що описує зміну залежної від концентрації аналізованих компонентів фізичної величини з часом проходження елюента через хроматографічну колонку.